# Elena Zhemaeva
Elena Zhemaeva (Mosca, 30 marzo 1971) è una schermitrice e maestra di scherma azera, specializzata nella sciabola. Ha vinto due medaglie d'oro, una d'argento e quattro di bronzo ai Campionati mondiali di scherma.
In seguito ha allenato la schermitrice Jana Egorjan.

## Palmarès
In carriera ha conseguito i seguenti risultati:
- Mondiali di scherma

Seul 1999: oro nella sciabola individuale e bronzo a squadre.
Budapest 2000: oro nella sciabola individuale.
Nimes 2001: bronzo nella sciabola individuale.
Lisbona 2002: argento nella sciabola individuale e bronzo a squadre.
L'Avana 2003: bronzo nella sciabola a squadre.
- Europei di scherma

Bolzano 1999: oro nella sciabola individuale.
Funchal 2000: bronzo nella sciabola individuale.
Mosca 2002: bronzo nella sciabola a squadre.
Bourges 2003: bronzo nella sciabola a squadre.